# 哥德堡号

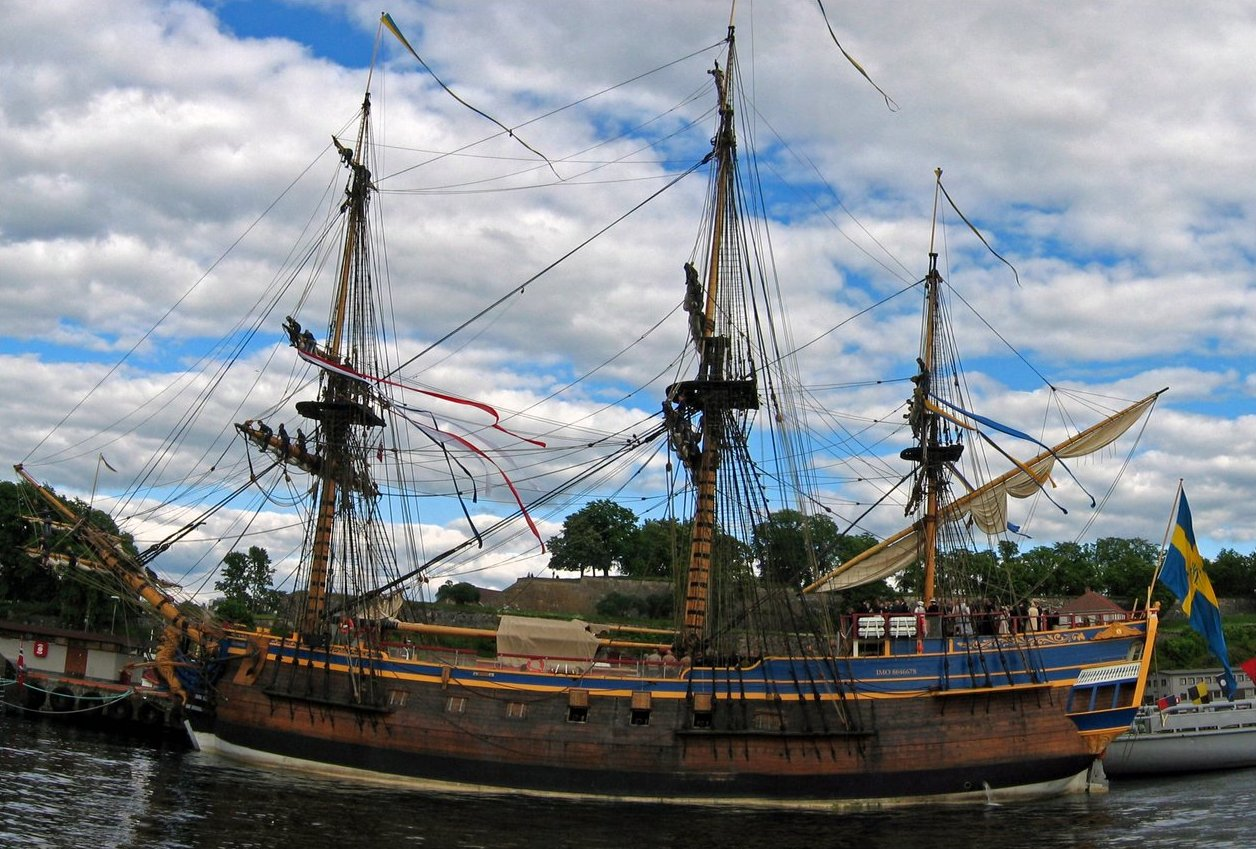
位於奥斯陆的哥德堡号

哥德堡号是三艘瑞典木船的名稱。現存的一艘又叫「哥德堡三號」，是依照哥德堡一號製造的仿古木船，曾於2005年沿着古老的貿易航線駛往中國。
「哥德堡一號」是瑞典東印度公司的商船，1745年從亞洲返回哥德堡港時沉沒，殘骸在1984年發現。此外，瑞典東印度公司還有另一艘名為哥德堡號的商船，1796年時於南非海域沉沒，該船稱為「哥德堡二號」。

## 哥德堡一號
哥德堡一號（Götheborg I）是瑞典東印度公司的商船，1738年在斯德哥爾摩特拉諾瓦船廠（Terra Nova）製造。它曾三次遠航至中國廣州，第一次為1739年1月21日至1740年6月15日，第二次為1741年2月16日至1742年7月28日，第三次於1743年3月14日啟航。最後一次遠航中，船隻在越南海域遇上季風，只得駛至爪哇島等候五個月才能繼續北行，終於在1744年夏天到達廣州。哥德堡號帶着中國貨物回航，於1745年9月12日返回哥德堡港，卻在新埃爾夫斯堡附近的漢那巴丹（Hunnebåden）礁石擱淺。哥德堡號上的所有船員都由救援船隻救出，但很多貨物隨着船隻沉沒海底。
船隻沉沒的原因一直眾說紛紜，除了人為失誤外，其中一個解釋是被布胡斯水域常見的死水圍困，導致失控而觸礁。而地方法院審理的結果是，「全體成員免責」。

### 打撈沉船
1906年至1907年，两位海洋探险家詹姆斯·凯勒和卡尔·里昂对老哥德堡号进行打捞，成功把3000件完好无损的中国瓷器带出海面。而在1984年的一次民间考古活动中，瑞典人终于发现沉睡海底两个半世纪的哥德堡号残骸。自此，哥德堡号考古发掘工作全面展开。1986年3月，「『哥德堡號』基金會」成立，旨在研究、搶救及保護哥德堡號遺產，並以科學分析公佈發掘結果。6月，經哥德堡海事博物館出面，國家遺產委員會對基金會發出打撈許可。打撈工程於1986年至1992年間的夏季進行，期間發掘出埋藏海底二百多年的商品，其中大部分是瓷器，共重9噸。1993年，潛水員發現哥德堡號殘骸重要部分，打撈工程大致完成；而漢那巴丹礁石也被炸毀，以加深和擴闊進入哥德堡的航道。

## 哥德堡三號

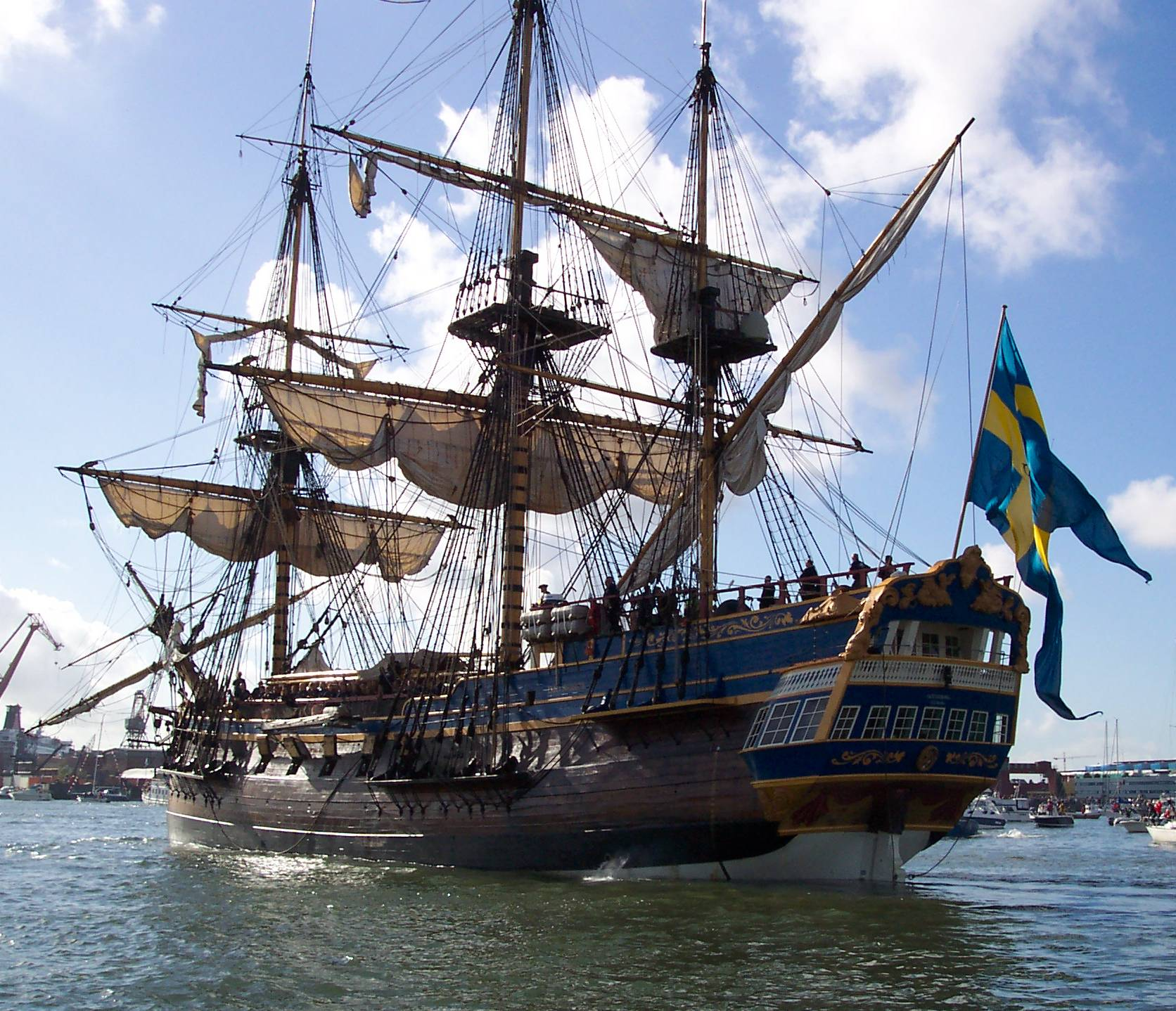
哥德堡号离开哥德堡，前往中国

就在哥德堡一號即將完成打撈之際，瑞典人開始研究重製古船。「哥德堡三號籌款基金會」於1993年成立，同時成立子公司「瑞典東印度公司」（與1731年成立的公司同名），負責造哥德堡三號和準備遠航至中國。基金會於1994年選定，哥德堡三號（Götheborg III）將於哥德堡埃里克斯堡原有的6號船台製造，並把該古老船塢擴建。
1995年，在一片空荡荡的码头上，重建哥德堡号的工程悄然开始。由于原始的设计图早已不复存在，今天的哥德堡号全是凭借古沉船的残骸和部分文字记载，再加上瑞典造船、航海歷史的研究成果，以及其他相似的古帆船资料而设计的。参加哥德堡号建造工作的人大约有100至150人，其中约有80人是不领取任何报酬的自愿者。为了模仿当年老哥德堡号的制作工序，全船都是手工制造的。
2003年6月6日，瑞典國慶日，卡爾十六世·古斯塔夫國王、希爾維亞王后和卡爾·菲利普王子主持新船的下水禮。2004年9月3日，船隻首次駛離碼頭，來到哥德堡歌劇院前，由希爾維亞王后正式命名為「哥德堡號」。2005年8月17日至21日間，哥德堡號進行首航，駛往斯德哥爾摩。

### 造船耗材
- 4,000立方米精选橡木和松木

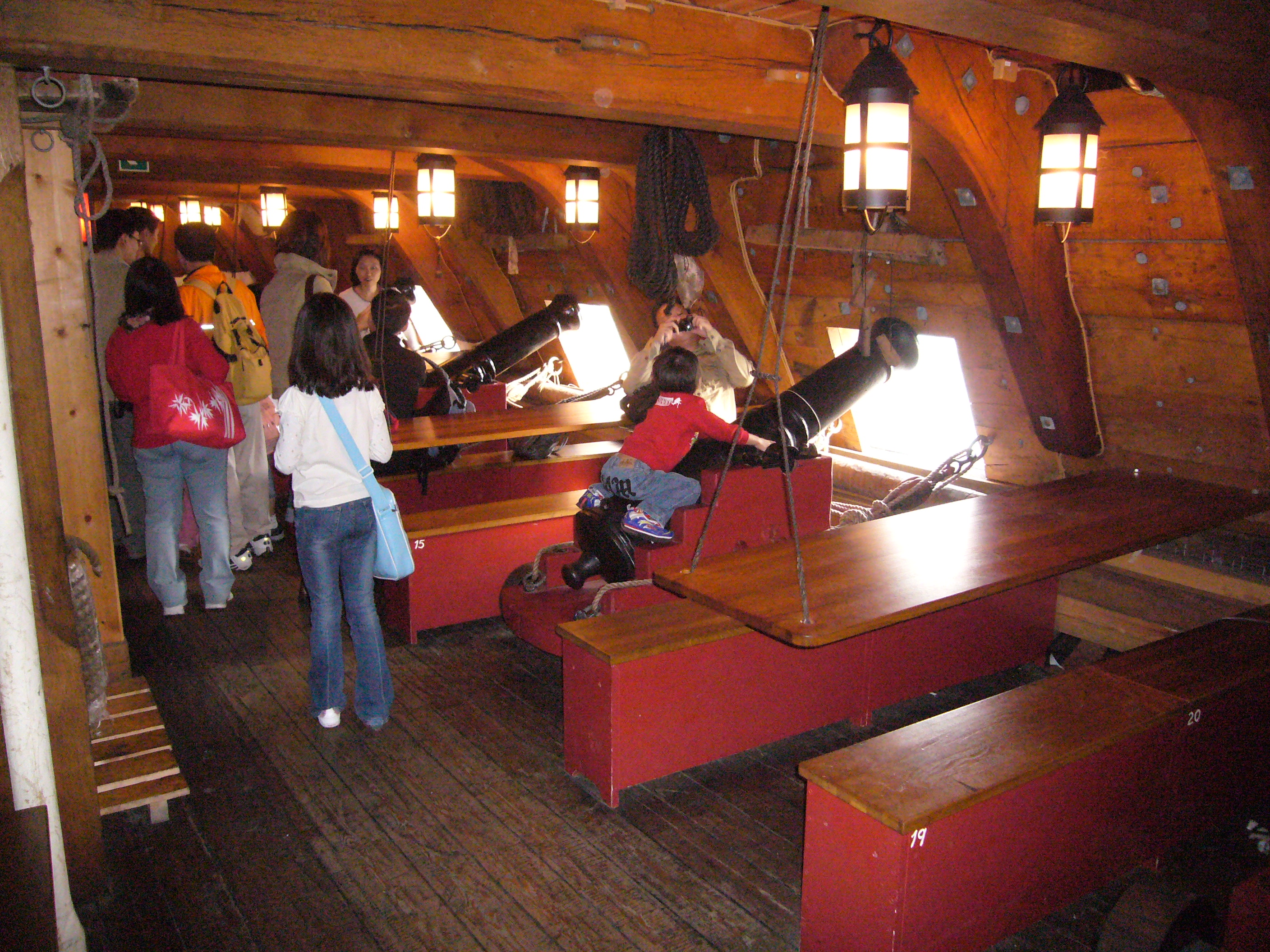
哥德堡號的內部

- 50吨生铁，用于制造56,000颗钉子，10,000个螺栓及其它材料
- 25吨绳索，包括9吨锚索
- 2,000平米的手缝亚麻布帆
- 1,000块手凿的榆木块[7]

### 新船数据
- 长度：40.9米
- 包含船首斜桅的总长：58.5米
- 龙骨：11米
- 主帆面积：1900平方米
- 船尾长度：5.25米
- 船首长度：4.75米
- 压舱物：400吨
- 排水量：1150吨

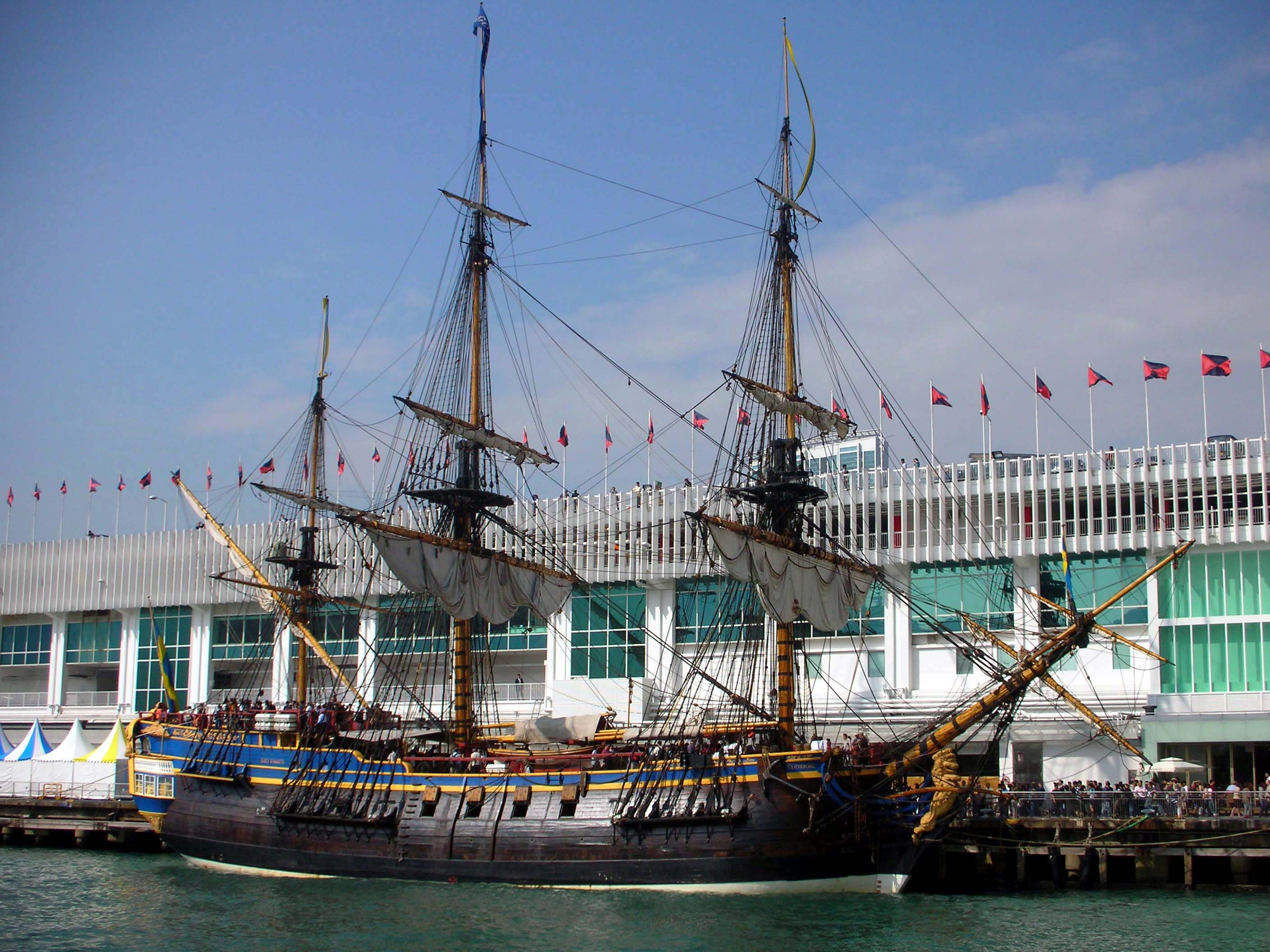
哥德堡號到訪香港

- 发动机：两台沃尔沃2x22千瓦时的发动机联合输出1100匹马力（820千瓦）
- 平均速度：5—6节（9至11千米／小时），当发动机输出最高功率时速度可达8节（15千米／小时）
- 船员：80人，其中30人从瑞典东亚贸易公司正式雇用的，其余50人为志愿者：志愿者大部分为从瑞典全社会征召的志愿者，每段航程更换一批；另外还有2—4人是即将到达国家的志愿者。
- 食物存量：足够80人食用60日，另有30日儲備
- 导航与通信设备：GPS、雷达、Satcom B
- 礼炮：14门

### 离家远航

#### 2005至2007年中国之旅

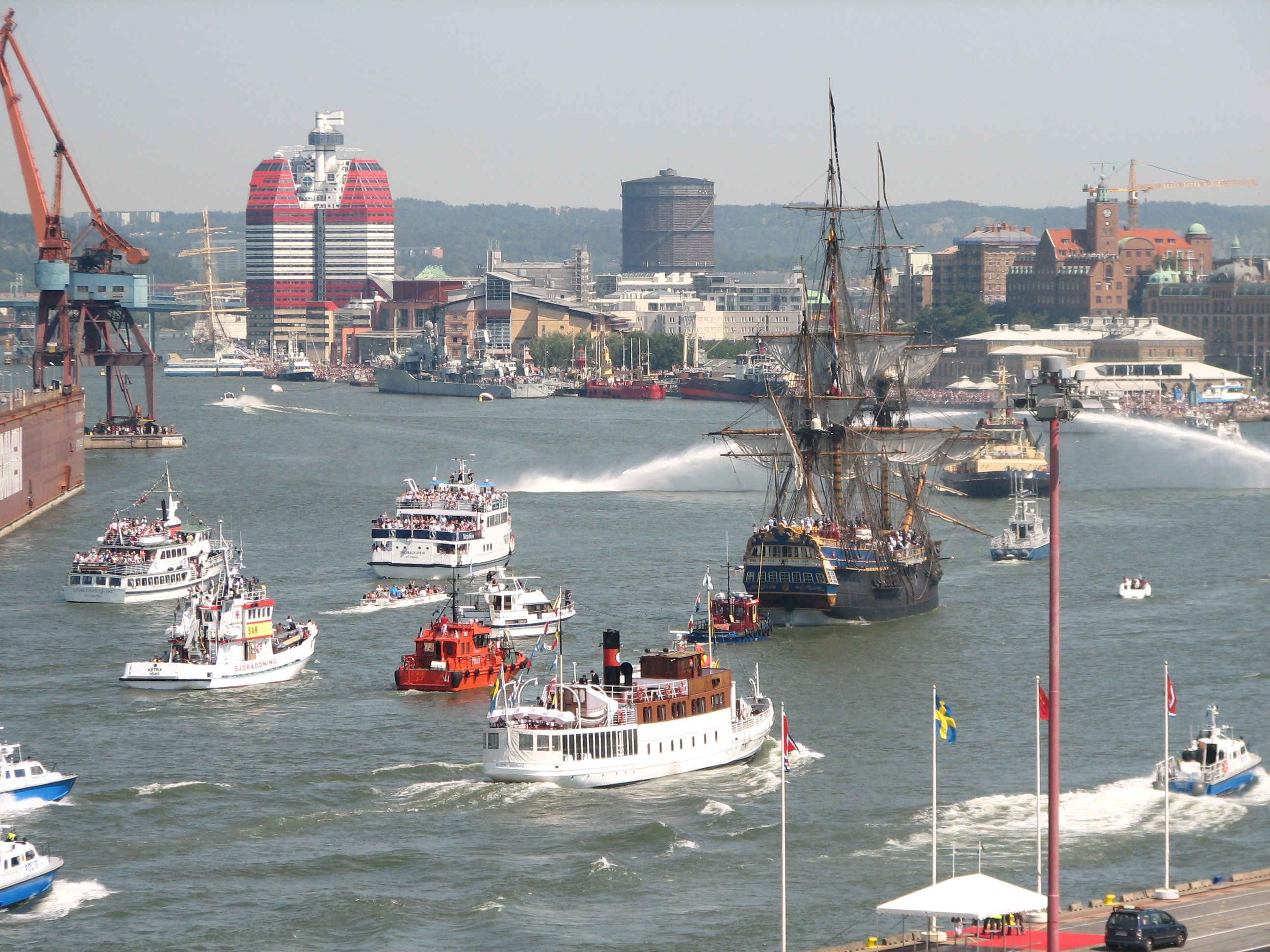
哥德堡號返回哥德堡

哥德堡号原定2005年10月1日起航，但可惜当天大雨倾盆，于是延期一天。2005年10月2日13时30分，哥德堡号离开家乡，沿着当年老哥德堡号的路径，前往神秘的东方，到达古代海上丝绸之路的终点——广州，共花了225天。
這次東方之旅的航線為：
1. 瑞典哥德堡—西班牙加的斯（2700海里，約48日）
2. 西班牙加迪斯—巴西累西腓（3100海里，約32日）
3. 巴西累西腓—南非开普敦（4400海里，約41日）
4. 南非開普敦—伊丽莎白港（1000海里，約11日）—澳大利亚弗里曼特尔（4800海里，約49日）
5. 澳大利亚弗里曼特尔—印尼雅加达（1800海里，約24日）
6. 印尼雅加达—中国广州（1800海里，約20日）—上海（900海里，約12日）
7. 中国上海—香港（900海里，10日）—新加坡（1450海里，約21日）
8. 新加坡—印度金奈—吉布堤吉布堤市
9. 吉布堤市—埃及亞歷山大港—法國尼斯
10. 法國尼斯—英国伦敦
11. 英國倫敦—瑞典哥德堡（600海里，7日）

#### 2008年波罗的海之旅

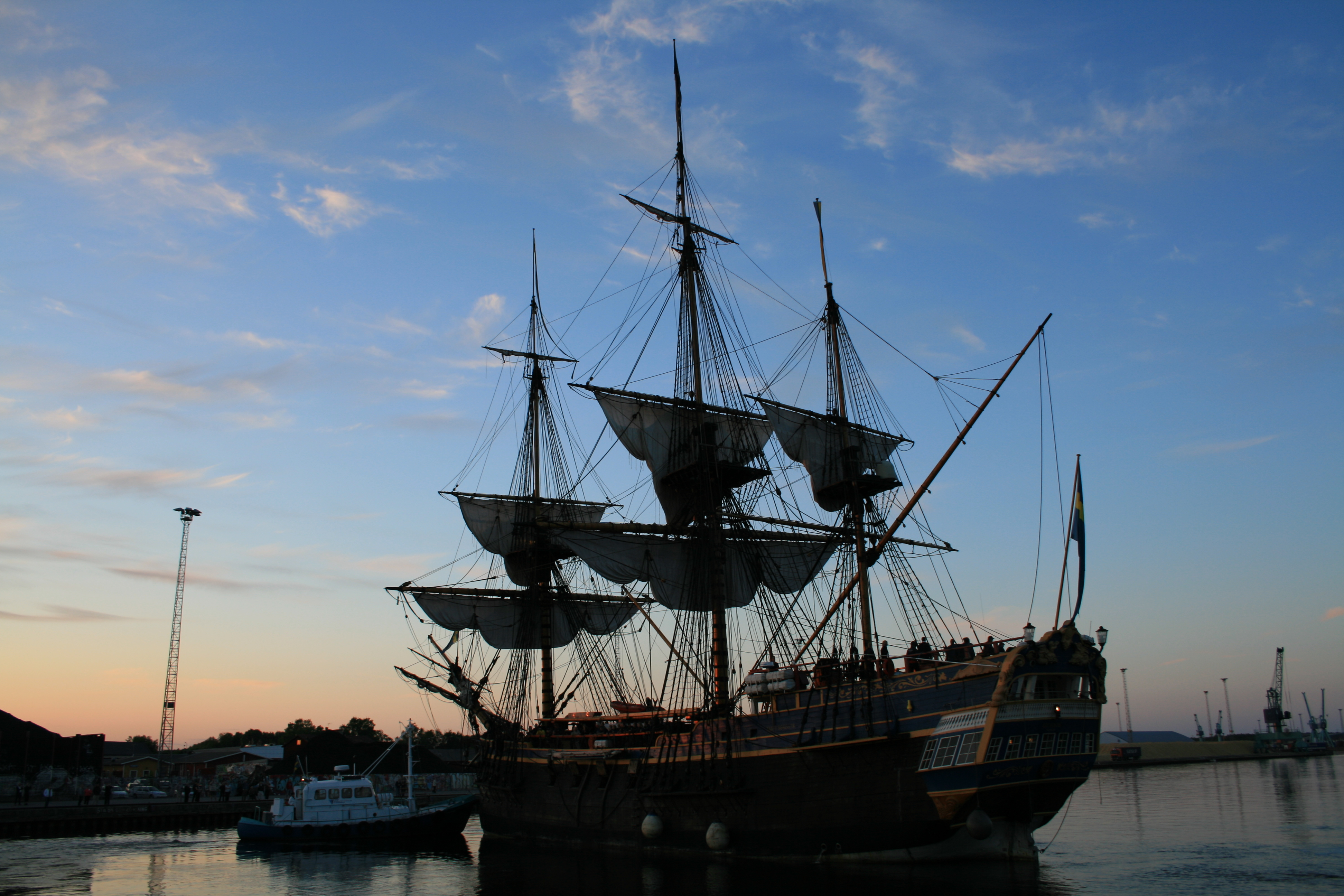
停靠在北雪平港口

2008年5月16日，哥德堡号驶离哥德堡，停靠北雪平和斯德哥尔摩 后横越波罗的海，前往芬兰和爱沙尼亚 ，9月5日返回哥德堡。其日程如下：
- 北雪平（5月22日－25日）
- 斯德哥尔摩（5月29日－6月6日）
- 赫尔辛基（6月8日－16日）
- 塔林（6月17日－22日）
- 图尔库（6月24日－26日）
- 尼奈斯港（6月28日－7月1日）
- 维斯比（7月4日－13日）
- 北泰利耶（7月15日－17日）
- 耶夫勒（7月18日－21日）
- 松兹瓦尔（7月23日－25日）
- 恩舍尔兹维克（7月27－29日）
- 吕勒奥（7月31日－8月3日）
- 卡尔马（8月15日－17日）
- 卡尔斯克鲁纳（8月22日－24日）
- 斯塔德（8月29日－31日）

#### 2022/2023年亚洲之旅
2022年6月8日，时隔17年，哥德堡号再次启航，离开家乡哥德堡，开始计划已久的亚洲之旅，路线将横跨北海、英吉利海峡、地中海、红海、印度洋，最终于2023年9月抵达终点上海。